# Amphipyra pyramidoides
Amphipyra pyramidoides là một loài bướm đêm trong họ Noctuidae.

## Hình ảnh

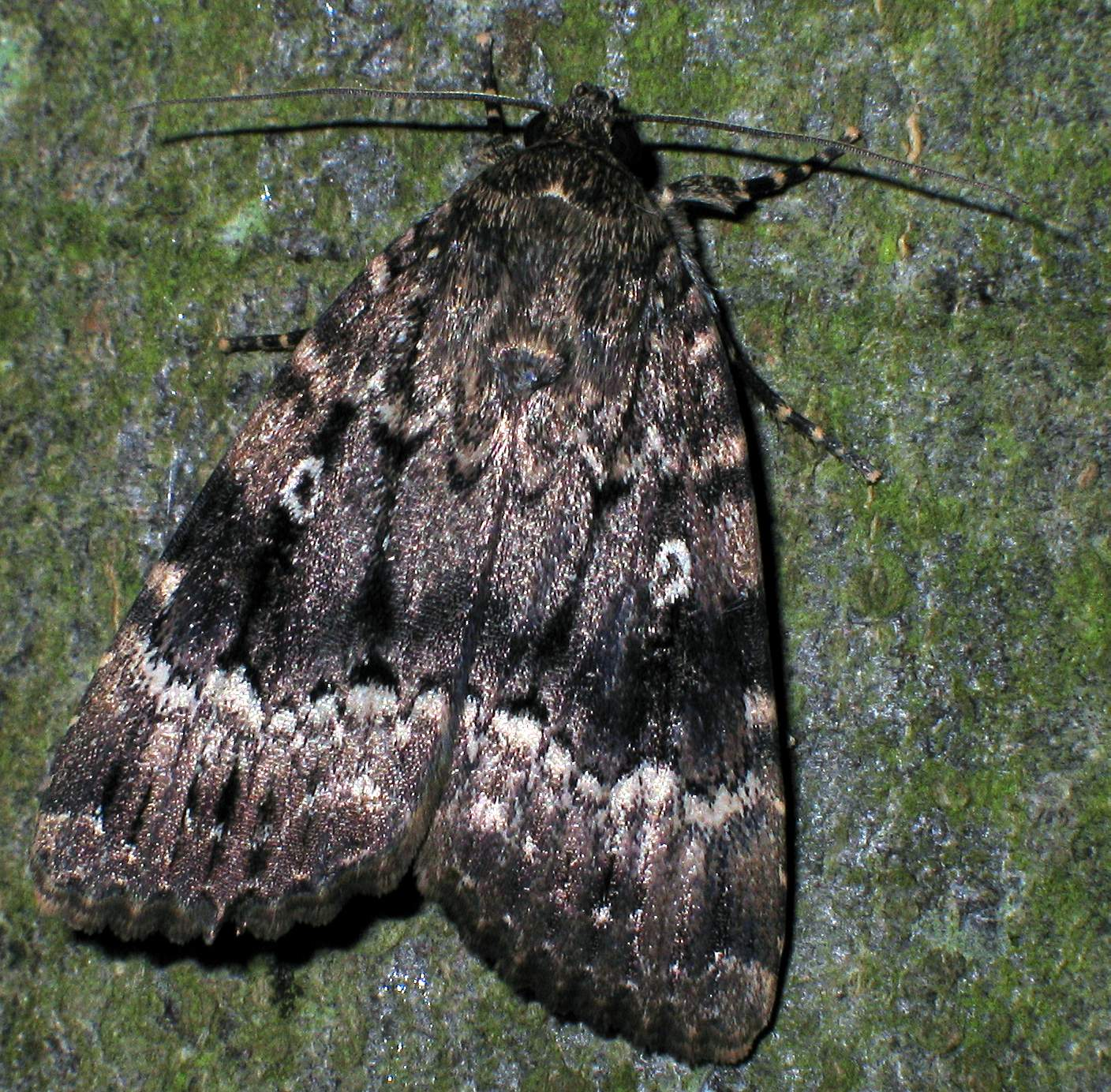
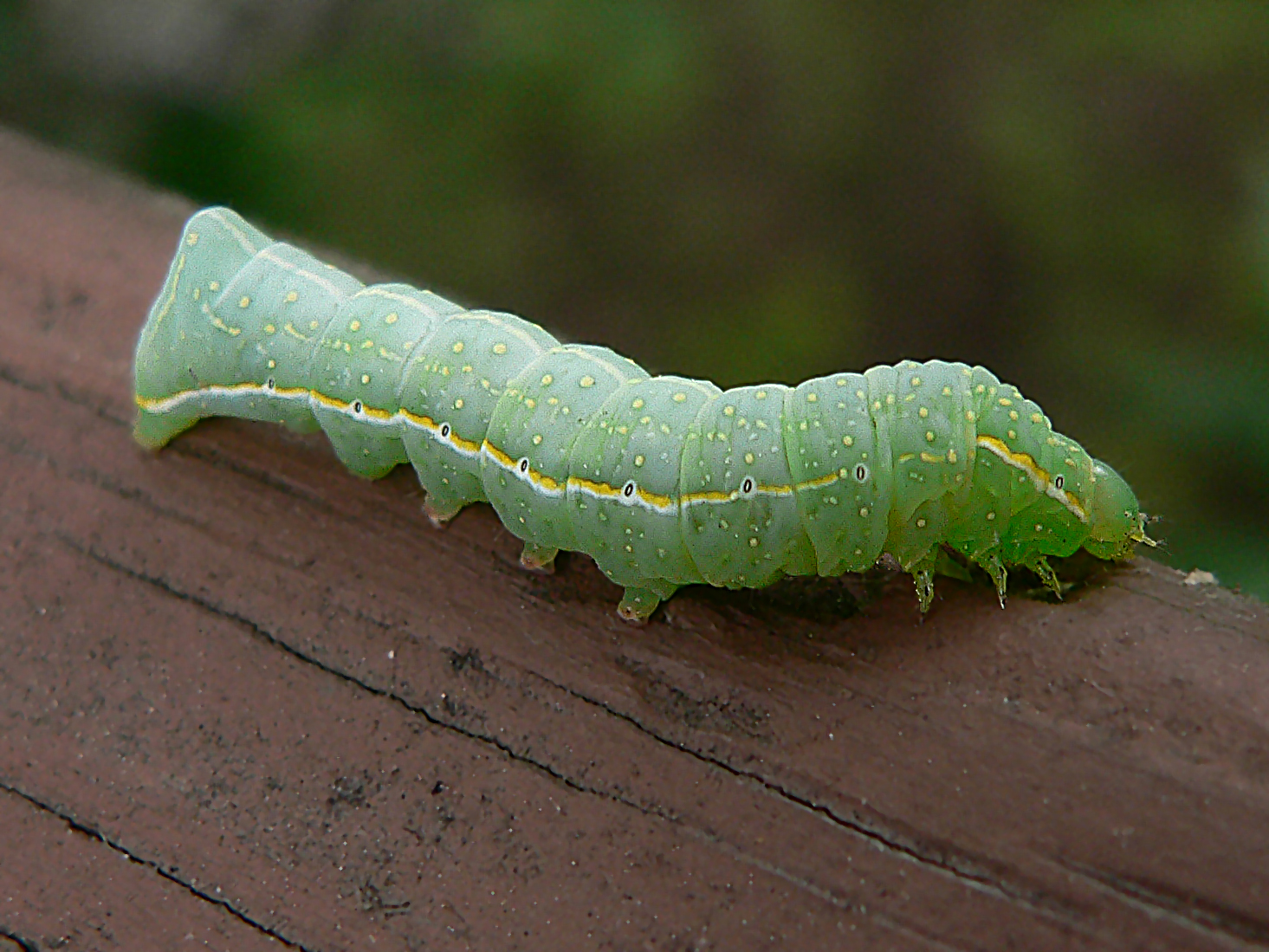